# Lijst van administratieve eenheden in Đồng Nai
Deze lijst bevat een overzicht van administratieve eenheden in Đồng Nai (Vietnam).
De provincie Đồng Nai ligt in het zuidoosten van Vietnam, dat ook wel Đông Nam Bộ wordt genoemd. De oppervlakte van de provincie bedraagt 5905,2 km² en telt ruim 2.365.000 inwoners. Đồng Nai is onderverdeeld in één stad, één thị xã en negen huyện.

## Stad

### Thành phốBiên Hòa
- Phường An Bình
- Phường Bình Đa
- Phường Bửu Hòa
- Phường Bửu Long
- Phường Hố Nai
- Phường Hòa Bình
- Phường Long Bình
- Phường Long Bình Tân
- Phường Quang Vinh
- Phường Quyết Thắng
- Phường Tam Hiệp
- Phường Tam Hòa
- Phường Tân Biên
- Phường Tân Hiệp
- Phường Tân Hòa
- Phường Tân Mai
- Phường Tân Phong
- Phường Tân Tiến
- Phường Tân Vạn
- Phường Thanh Bình
- Phường Thống Nhất
- Phường Trảng Dài
- Phường Trung Dũng
- Xã An Hòa
- Xã Hiệp Hòa
- Xã Hóa An
- Xã Long Hưng
- Xã Phước Tân
- Xã Tam Phước
- Xã Tân Hạnh

## Thị xã

### Thị xãLong Khánh
- Phường Phú Bình
- Phường Xuân An
- Phường Xuân Bình
- Phường Xuân Hòa
- Phường Xuân Thanh
- Phường Xuân Trung
- Xã Bảo Quang
- Xã Bảo Vinh
- Xã Bàu Sen
- Xã Bàu Trâm
- Xã Bình Lộc
- Xã Hàng Gòn
- Xã Suối Tre
- Xã Xuân Lập
- Xã Xuân Tân

## Huyện

### HuyệnCẩm Mỹ
- Xã Bảo Bình
- Xã Lâm San
- Xã Long Giao
- Xã Nhân Nghĩa
- Xã Sông Nhạn
- Xã Sông Ray
- Xã Thừa Đức
- Xã Xuân Bảo
- Xã Xuân Đông
- Xã Xuân Đường
- Xã Xuân Mỹ
- Xã Xuân Quế
- Xã Xuân Tây

### HuyệnĐịnh Quán
- Thị trấn Định Quán
- Xã Thanh Sơn
- Xã Phú Tân
- Xã Phú Vinh
- Xã Ngọc Định
- Xã La Ngà
- Xã Phú Lợi
- Xã Phú Hoà
- Xã Gia Canh
- Xã Phú Ngọc
- Xã Túc Trưng
- Xã Phú Cường
- Xã Phú Túc
- Xã Suối Nho

### HuyệnLong Thành
- Thị trấn Long Thành
- Xã An Phước
- Xã Bàu Cạn
- Xã Bình An
- Xã Bình Sơn
- Xã Cẩm Đường
- Xã Lộc An
- Xã Long An
- Xã Long Đức
- Xã Long Phước
- Xã Phước Bình
- Xã Phước Thái
- Xã Suối Trầu
- Xã Tam An
- Xã Tân Hiệp

### HuyệnNhơn Trạch
- Xã Đại Phước
- Xã Hiệp Phước
- Xã Long Tân
- Xã Long Thọ
- Xã Phú Đông
- Xã Phú Hội
- Xã Phú Hữu
- Xã Phú Thạnh
- Xã Phước An
- Xã Phước Khánh
- Xã Phước Thiền
- Xã Vĩnh Thanh

### HuyệnTân Phú
- Thị trấn Tân Phú
- Xã Đắc Lua
- Xã Nam Cát Tiên
- Xã Núi Tượng
- Xã Phú An
- Xã Phú Bình
- Xã Phú Điền
- Xã Phú Lâm
- Xã Phú Lập
- Xã Phú Lộc
- Xã Phú Sơn
- Xã Phú Thanh
- Xã Phú Thịnh
- Xã Phú Trung
- Xã Phú Xuân
- Xã Tà Lài
- Xã Thanh Sơn
- Xã Trà Cổ

### HuyệnThống Nhất
- Xã Bàu Hàm 2
- Xã Gia Kiệm
- Xã Gia Tân 1
- Xã Gia Tân 2
- Xã Gia Tân 3
- Xã Hưng Lộc
- Xã Lộ 25
- Xã Quang Trung
- Xã Xuân Thạnh
- Xã Xuân Thiện

### HuyệnTrảng Bom
- Thị trấn Trảng Bom
- Xã An Viễn
- Xã Bàu Hàm 1
- Xã Bắc Sơn
- Xã Bình Minh
- Xã Cây Gáo
- Xã Đông Hòa
- Xã Đồi 61
- Xã Giang Điền
- Xã Hố Nai 3
- Xã Hưng Thịnh
- Xã Quảng Tiến
- Xã Sông Thao
- Xã Sông Trầu
- Xã Tây Hòa
- Xã Thanh Bình
- Xã Trung Hòa

### HuyệnVĩnh Cửu
- Thị trấn Vĩnh An
- Xã Bình Hòa
- Xã Bình Lợi
- Xã Hiếu Liêm
- Xã Mã Đà
- Xã Phú Lý
- Xã Tân An
- Xã Tân Bình
- Xã Thạnh Phú
- Xã Thiện Tân
- Xã Trị An
- Xã Vĩnh Tân

### HuyệnXuân Lộc
- Thị trấn Gia Ray
- Xã Bảo Hòa
- Xã Lang Minh
- Xã Suối Cao
- Xã Suối Cát
- Xã Xuân Bắc
- Xã Xuân Định
- Xã Xuân Hiệp
- Xã Xuân Hòa
- Xã Xuân Hưng
- Xã Xuân Phú
- Xã Xuân Tâm
- Xã Xuân Thành
- Xã Xuân Thọ
- Xã Xuân Trường